# 渡邉知晃
渡邊 知晃（わたなべ ともあき、1986年4月29日 - ）は、福島県郡山市出身の元フットサル選手。立川・府中アスレティックFC所属。日本代表。福島県初のFリーガーである。ポジションはピヴォ。ボレーシュートの名手として知られる。2021年3月で現役を引退した。現在はABEMAでのFリーグ生中継の解説を務めている。2021年7月14日に、初版となる著書『蹴論』-シュートは考え方で決定力が高まる-を出版した。

## 経歴
福島県郡山市出身。小学3年時に郡山市立桃見台小学校のサッカー少年団でサッカーをはじめ、小学6年時には福島県代表として全日本少年サッカー大会に出場。郡山市立第五中学校を経て、福島県立郡山高校ではサッカー部に所属し、順天堂大学でも1年次には蹴球部に所属したが、大学2年次に順天堂大学フットサル部GAZILでフットサルをはじめた。
2009年には関東フットサルリーグのBOTSWANA FC MEGUROからステラミーゴいわて花巻に移籍。2009年にミゲル・ロドリゴがフットサル日本代表監督に就任すると、新体制初の活動となったスペイン合宿で日本代表に初招集された。
2011年夏には名古屋オーシャンズに移籍。入団後初の公式戦となったAFCフットサルクラブ選手権2011では3得点して初優勝に貢献。グループステージの浙江ドラゴン（中国）戦、アル・ラーヤンSC（カタール）戦、決勝のシャヒード・マンスーリ（イラン）戦で得点。シャヒード・マンスーリ戦の得点は2-2で迎えた延長での決勝点だった。2014年のAFCフットサルクラブ選手権2014では2度目の優勝。2014-15シーズンには森岡薫に次ぐチーム2位の15得点を記録。2015年3月には自身のTwitterアカウントで名古屋グランパス対松本山雅FCの応援動画を投稿し、3700リツイートを記録した。
日本代表として出場した2014 AFCフットサル選手権では決勝のイラン戦延長戦後半に同点ゴールを演出（公式記録上は相手のオウンゴール）。日本代表はPK戦を制してアジア2連覇を達成した。
2015年4月には府中アスレティックフットボールクラブに移籍した。同2015年4月には森岡薫とともに株式会社Global 9を設立し、森岡が代表取締役社長に、渡邉が取締役に就任。フットサルスクールやカルチャースクールの運営、会員制オンラインサロンの開催、フットサル関連アプリ企画・開発・販売、慈善事業、フットサル関連物販事業などを行っている。入団から3ヶ月後の7月28日には府中を退団し、8月4日付で中国リーグの大連元朝足蹴倶楽部に加入した。
2016年8月に府中アスレティックFCに復帰した。
2017-2018シーズンはFリーグで33試合に出場して45得点を挙げ、自身初のFリーグ得点王に輝いた。AbemaTVフットサル生中継をキッカケにフラペチーノ渡邉というニックネームがつけられた。
2018年3月から5月には短期間の契約でインドネシアプロリーグのビンタン・ティムール・スラバヤにレンタル移籍した。なお、同期間には森岡薫も同様にレンタル移籍している。
2019-2020シーズンは立川・府中アスレティックFCでキャプテンを務める。
2020-21シーズン終了後に現役引退した。引退後はABEMAのFリーグ生中継で解説を務めている。
2021年7月14日に初版となる著書『蹴論』-シュートは考え方で決定力が高まる-を出版した。

## 所属クラブ
サッカー
- 1993年 - 1999年 郡山市立桃見台小学校
- 1999年 - 2002年 郡山市立第五中学校
- 2002年 - 2005年 福島県立郡山高校サッカー部
- 2005年 順天堂大学蹴球部

フットサル
- 2006年-2009年  順天堂大学フットサル部GAZIL
- 2006年-2009年  BOTSWANA FC MEGURO / FUGA MEGURO（関東リーグ）
- 2009年-2011年  ステラミーゴいわて花巻（Fリーグ）
- 2011年-2015年  名古屋オーシャンズ（Fリーグ）
- 2015年  府中アスレティックFC（Fリーグ）
- 2015年-2016年  大連元朝足蹴倶楽部
- 2016年-2021年  府中アスレティックFC（Fリーグ）

2018.3-2018.5 → ビンタン・ティムール・スラバヤ（レンタル移籍）

## タイトル
名古屋オーシャンズ
- AFCフットサルクラブ選手権(2): 2011、2014
- Fリーグ(4) : 2011-12、2012-13、2013-14、2014-15
- 全日本選手権 PUMA CUP(3) : 2013、2014、2015
- Fリーグ オーシャンカップ(4) : 2011、2012、2013、2014

府中アスレティックFC
- Fリーグ オーシャンカップ(1) : 2015

大連元朝足蹴倶楽部
- 中国フットサルカップ(1) : 2015

日本代表
- AFCフットサル選手権(1) : 2014

個人
- Fリーグ得点王 (1) : 2017-18

## 個人成績
| 国内大会個人成績 | 国内大会個人成績 | 国内大会個人成績 | 国内大会個人成績 | 国内大会個人成績             | 国内大会個人成績 | 国内大会個人成績 | 国内大会個人成績 | 国内大会個人成績 | 国内大会個人成績 | 国内大会個人成績 | 国内大会個人成績 |
| 年度             | クラブ           | 背番号           | リーグ           | リーグ戦                     | リーグ戦         | リーグ杯         | リーグ杯         | オープン杯       | オープン杯       | 期間通算         | 期間通算         |
| 年度             | クラブ           | 背番号           | リーグ           | 出場                         | 得点             | 出場             | 得点             | 出場             | 得点             | 出場             | 得点             |
| 日本             | 日本             | 日本             | 日本             | リーグ戦                     | リーグ戦         | オーシャン杯     | オーシャン杯     | 全日本選手権     | 全日本選手権     | 期間通算         | 期間通算         |
| ---------------- | ---------------- | ---------------- | ---------------- | ---------------------------- | ---------------- | ---------------- | ---------------- | ---------------- | ---------------- | ---------------- | ---------------- |
| 2009-10          | 花巻             | 9                | Fリーグ          | 25                           | 14               | 1                | 0                | 3                | 5                |                  |                  |
| 2010-11          | 花巻             | 9                | Fリーグ          | 26                           | 16               | 1                | 1                | 3                | 3                |                  |                  |
| 2011-12          | 名古屋           | 13               | Fリーグ          | 24                           | 5                | 3                | 2                | 4                | 0                |                  |                  |
| 2012-13          | 名古屋           | 13               | Fリーグ          | 25                           | 12               | 3                | 1                | 6                | 2                |                  |                  |
| 2013-14          | 名古屋           | 13               | Fリーグ          | 34                           | 18               | 3                | 0                | 6                | 4                |                  |                  |
| 2014-15          | 名古屋           | 13               | Fリーグ          | 29                           | 15               | 2                | 4                | 3                | 1                |                  |                  |
| 2015-16          | 府中             | 13               | Fリーグ          | 15                           | 10               | 5                | 5                | -                | -                |                  |                  |
| 2015-16          | 大連元朝         | 13               | 中国             |                              |                  |                  |                  | 6                | 9                |                  |                  |
| 2016-17          | 府中             | 13               | Fリーグ          | 27                           | 15               | -                | -                | 6                | 3                |                  |                  |
| 2017-18          | 府中             | 13               | Fリーグ          | 33                           | 45               | 2                | 0                | 4                | 6                |                  |                  |
| 2018             | スラバヤ         |                  | タイ             |                              |                  |                  |                  |                  |                  |                  |                  |
| 2018-19          | 府中             | 13               | Fリーグ          | 33                           | 21               | 2                | 0                | 5                | 3                |                  |                  |
| 2019-20          | 府中             | 13               | Fリーグ          | 29                           | 21               | 4                | 4                | -                | -                |                  |                  |
| 2020-21          | 府中             | 13               | Fリーグ          | 22                           | 9                | -                | -                | 2                | 2                |                  |                  |
| 通算             | 日本             | 日本             | Fリーグ          | 323                          | 201              | 26               | 17               | 42               | 29               |                  |                  |
| 通算             | 日本             | 日本             |                  | \|\|\|\|\|\|\|\|\|\|\|\|\|\| |                  |                  |                  |                  |                  |                  |                  |
| 総通算           | 総通算           | 総通算           | 総通算           | \|\|\|\|\|\|\|\|\|\|\|\|\|\| |                  |                  |                  |                  |                  |                  |                  |